# Evaza scutellaris
Evaza scutellaris är en tvåvingeart som beskrevs av James 1969. Evaza scutellaris ingår i släktet Evaza och familjen vapenflugor. Inga underarter finns listade i Catalogue of Life.